# イダ・カーシー
イダ・カーシー（Eda Kersey, 1904年5月15日 - 1944年8月7日）は、イギリスのヴァイオリニスト。
エセックスのグッドメイヤーの生まれ。4歳からピアノを始めるも、6歳のときにヴァイオリンに転向し、8歳でトリニティ音楽カレッジを優等の成績で卒業した。その後はオタカール・シェフチーク門下のエドガー・マウンチェアの下で研鑽を続け、10歳のときにサウサンプトンでヘンリク・ヴィエニャフスキのヴァイオリン協奏曲第2番の第1楽章を弾いて好評を博した。13歳からレオポルト・アウアー門下のマーガレット・ホロウェイ (Margaret Holloway) に師事し、16歳でエオリアン・ホールでプロデビューを果たした。
1930年には、スタンリー・ウィルソンのヴァイオリン協奏曲を初演している。
1931年から、ジェラルド・ムーア、セドリック・シャープらとトリオを組みながらソリストとしての活動を継続し、ハワード・ファーガソン、ヘレン・ジャストとの室内楽演奏も活発に行った。
1938年には、アーサー・ベンジャミンのロマンティック幻想曲の初演でヴァイオリン独奏を担当した（ヴィオラ独奏はバーナード・ショア）。
第二次世界大戦中はCEMAでの演奏会を中心に活動し、マイラ・ヘスの企画したナショナル・ギャラリー・ランチタイム・コンサートの常連として、キャスリーン・ロングらと共に出演した。この頃の活動として、アーネスト・ジョン・モーランのヴァイオリン・ソナタ、アーノルド・バックスのヴァイオリン協奏曲の初演などがあり、1943年にサミュエル・バーバーのヴァイオリン協奏曲のイギリス初演の際にもソリストを務めている。バックスのヴァイオリン協奏曲は、初演後ほどなくしてエイドリアン・ボールトと録音も果たしたが、その半年後に胃癌のため、イルクリーで没した。